# Phitopis multiflora
Phitopis multiflora är en måreväxtart som beskrevs av Joseph Dalton Hooker. Phitopis multiflora ingår i släktet Phitopis och familjen måreväxter.
Artens utbredningsområde är Peru. Inga underarter finns listade i Catalogue of Life.